# ちはら台東
ちはら台東（ちはらだいひがし）は、千葉県市原市のちはら台地区にある町丁。千原台ニュータウンを構成する町丁の一つである。現行行政地名は、ちはら台東一丁目からちはら台東九丁目。郵便番号は290-0141。

## 概要
千原台ニュータウンの一部として開発された。全域に住居表示が施行済である。かつて市原市役所ちはら台支所が置かれる前までは市津地区の一部であった。また、事業開始されてから換地処分による地番変更及び新住居表示施行前までの地名は、大字押沼で住居表示は「千原台」であった。
近年では、千原台ニュータウンを構成する町丁の中で、最も人口増加率が高くなっている。

## 地理
北は千葉市緑区大膳野町、東は瀬又、南は押沼、南から西はちはら台南と接する。

## 地価
住宅街の地価では2016年（平成28年）の公示地価によれば、ちはら台東2丁目6番地6の地点で59,900（円/m2）となっている。

## 歴史

### 地名の由来
「ちはら台」及び「千原台」は新興地名で、旧地名は「押沼」である。

## 世帯数と人口
2022年（令和4年）4月1日現在の世帯数と人口は以下の通りである。
| 町丁字           | 世帯数    | 総人口   | 人口    | 人口  | 人口     | 人口     | 人口    | 人口  | 世帯人員 | 面積    |
| 町丁字           | 世帯数    | 総人口   | 若年    | 若年  | 生産年齢 | 生産年齢 | 老年    | 老年  | 世帯人員 | 面積    |
| ---------------- | --------- | -------- | ------- | ----- | -------- | -------- | ------- | ----- | -------- | ------- |
| ちはら台東一丁目 | 807世帯   | 2,636人  | 928人   | 35.2% | 1,607人  | 61.0%    | 101人   | 3.8%  | 3.26人   | 129.3ha |
| ちはら台東二丁目 | 865世帯   | 1,912人  | 114人   | 6.0%  | 1,117人  | 58.4%    | 681人   | 35.6% | 2.21人   | 129.3ha |
| ちはら台東三丁目 | 149世帯   | 481人    | 112人   | 23.3% | 338人    | 70.3%    | 31人    | 6.4%  | 3.23人   | 129.3ha |
| ちはら台東四丁目 | 427世帯   | 1,235人  | 178人   | 14.4% | 938人    | 76.0%    | 119人   | 9.6%  | 2.89人   | 129.3ha |
| ちはら台東五丁目 | 391世帯   | 844人    | 124人   | 14.7% | 533人    | 63.2%    | 187人   | 22.1% | 2.16人   | 129.3ha |
| ちはら台東六丁目 | 486世帯   | 1,733人  | 668人   | 38.5% | 992人    | 57.2%    | 73人    | 4.3%  | 3.57人   | 129.3ha |
| ちはら台東七丁目 | 421世帯   | 1,389人  | 374人   | 26.9% | 961人    | 69.2%    | 54人    | 3.9%  | 3.30人   | 129.3ha |
| ちはら台東八丁目 | 509世帯   | 1,686人  | 477人   | 28.3% | 1,139人  | 67.6%    | 70人    | 4.1%  | 3.31人   | 129.3ha |
| ちはら台東九丁目 | 336世帯   | 928人    | 127人   | 13.4% | 736人    | 79.3%    | 65人    | 7.3%  | 2.76人   | 129.3ha |
| 計               | 4,391世帯 | 12,844人 | 3,102人 | 24.2% | 8,361人  | 65.1%    | 1,381人 | 10.7% | 2.93人   | 129.3ha |

## 通学区域
市立小学校・市立中学校及び県立高等学校の通学区域は以下の通りである。
| 町丁字           | 番地 | 小学校                   | 中学校                   | 県立高校 |
| ---------------- | ---- | ------------------------ | ------------------------ | -------- |
| ちはら台東一丁目 | 全域 | 市原市立水の江小学校     | 市原市立ちはら台南中学校 | 第9学区  |
| ちはら台東二丁目 | 全域 | 市原市立水の江小学校     | 市原市立ちはら台南中学校 | 第9学区  |
| ちはら台東三丁目 | 全域 | 市原市立水の江小学校     | 市原市立ちはら台南中学校 | 第9学区  |
| ちはら台東四丁目 | 全域 | 市原市立ちはら台桜小学校 | 市原市立ちはら台南中学校 | 第9学区  |
| ちはら台東五丁目 | 全域 | 市原市立ちはら台桜小学校 | 市原市立ちはら台南中学校 | 第9学区  |
| ちはら台東六丁目 | 一部 | 市原市立ちはら台桜小学校 | 市原市立ちはら台南中学校 | 第9学区  |
| ちはら台東六丁目 | 一部 | 市原市立水の江小学校     | 市原市立ちはら台南中学校 | 第9学区  |
| ちはら台東七丁目 | 一部 | 市原市立水の江小学校     | 市原市立ちはら台南中学校 | 第9学区  |
| ちはら台東七丁目 | 一部 | 市原市立ちはら台桜小学校 | 市原市立ちはら台南中学校 | 第9学区  |
| ちはら台東八丁目 | 全域 | 市原市立ちはら台桜小学校 | 市原市立ちはら台南中学校 | 第9学区  |
| ちはら台東九丁目 | 全域 | 市原市立ちはら台桜小学校 | 市原市立ちはら台南中学校 | 第9学区  |

## 施設
- 市原市立水の江小学校
- 市原市立ちはら台桜小学校
- 高徳寺別院

## 交通

### 鉄道
各路線の最寄駅は以下の通りである。
- 京成千原線
  - ちはら台駅
- JR外房線
  - 鎌取駅
  - 誉田駅（最寄）

- JR内房線
  - 浜野駅
  - 八幡宿駅

### バス
路線バスとしては、小湊鉄道バス塩田営業所の以下の路線が、このちはら台東をそれぞれ走行し鉄道の各路線方面へ結んでいる。経由ルートについては塩田営業所の「路線バス」や「急行バス」を参照。
- 五04系統（五井駅発着路線）
- 五33系統（ちはら台駅発着路線）
- 鎌01系統・鎌02系統（鎌取駅発着路線）
- 千32系統（急行バス）

### 道路
- この町丁内に国道や千葉県道は通過していない。